# دراسة لوسبيرغ
دراسة لوسبيرغ هي خطة عسكرية ألمانية قام بالتحضير لها المقدم برنارد فون لوسبيرغ وطورها فيما بعد ألفرد يودل في 15 سبتمبر 1940.

## الخطط المقترحة للهجوم
كان الهدف من الدراسة ترجيح كفة إحدى جبهتي الهجوم على الاتحاد السوفيتي؛ إما بالهجوم على المناطق الشمالية للاتحاد السوفيتي أو الهجوم على المناطق الجنوبية وذلك مع بدء تنفيذ عملية بارباروسا، وبالفعل رجح الزعيم الألماني أدولف هتلر كفة الهجوم على المناطق الشمالية للاتحاد السوفيتي كما جاء في كتاب الملفات الخاصة لعملية بارباروسا (لغة روسية: Особая папка Барбаросса):

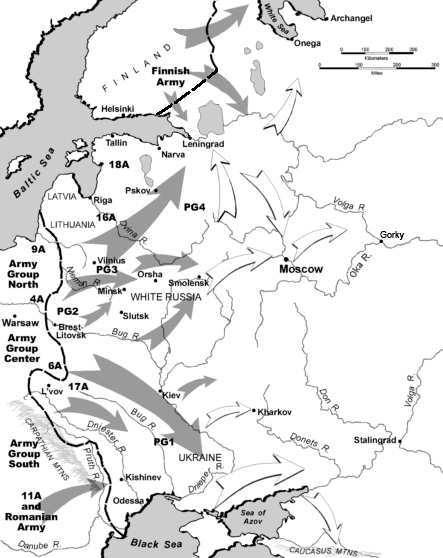
الهجوم الألماني أثناء عملية بارباروسا.

| دراسة لوسبيرغ | من أجل تسيير العمليات علينا أن نحدد وجهة الهجوم الرئيسي إما شمال أو جنوب أهوار بريبيات... | دراسة لوسبيرغ |

### الهجوم على المناطق الشمالية
مزايا بدء الهجوم الرئيسي على المناطق الشمالية للاتحاد السوفيتي:
- إمكانية تحقيق كثافة أعلى من الجنود عن طريق نقلهم باستخدام السكك الحديدية.
- إلحاق الهزيمة بالقوات السوفيتية في دول البلطيق.
- وجود شبكة طرق أكثر جاهزية لخدمة العمليات العسكرية في هذا الاتجاه.
- إمكانية التعاون مع قوات المجموعة XXI المرابضة في فنلندا.
- سهولة الهجوم على لينينغراد وموسكو في وقت لاحق.

### الهجوم على المناطق الجنوبية
في حين تمثلت مزايا بدء الهجوم الرئيسي على المناطق الجنوبية للاتحاد السوفيتي:
- التهديد المباشر لرومانيا.
- إمكانية تزويد الوحدات المدرعة الألمانية بالوقود عن طريق حقول النفط في رومانيا وغاليسيا على الرغم من سوء حالة الطرق فيما وراء الحدود السوفيتية.
- سهولة الجوم على أوكرانيا.

## اختيار وجهة الهجوم
تم اختيار المناطق الشمالية لتكون وجهة الهجوم الرئيسي وذلك في يوم 26 نوفمبر 1940 بمقر القيادة العامة الألمانية بعد دراسة مدى قدرة المجموعتين القتاليتين شرق أهوار بريبيات على التعاون وكذلك دراسة الأهداف العسكرية المأمولة والمتمثلة في تداعي الاتحاد السوفيتي بعد تعرضه لهجوم ألماني خاطف في الوقت والمكان المناسبين.

## وصلات خارجية
- Fugate B., Operation Barbarossa, chapter 2 (بالإنجليزية)